# История России. 1917—2009
«История России. 1917—2009» — учебное пособие для студентов вузов, написанное докторами исторических наук, профессорами исторического факультета МГУ А. С. Барсенковым и А. И. Вдовиным и вышедшее в свет в 2010 году. Данная версия книги представляет собой уже третье издание.
Учебник стал предметом общественной дискуссии, в которую были вовлечены представители СМИ, академической среды, Общественной палаты Российской Федерации, правительство Чеченской Республики, блогосфера, деятели науки и культуры.
В результате печать издания приостановлена, авторы и Сергей Павлович Карпов (декан исторического факультета МГУ им. М. В. Ломоносова) обратились с письмом с просьбой не обращаться в судебные и следственные органы по факту того, что в годы Великой Отечественной войны 63 % призывников из Чечни стали дезертирами.

## О книге
Учебное пособие выходило тремя изданиями:
- «Истории России. 1917—2004». — М.: Аспект Пресс, 2005;
- «История России. 1917—2007» 2-е изд., доп. и перераб. — М.: Аспект Пресс, 2008;
- «История России. 1917—2009» 3-е изд., расшир. и перераб. — М.: Аспект Пресс, 2010.

Гриф УМО был присвоен первому изданию и был перенесён автоматически на его переиздания. В результате решения учёного совета истфака МГУ от 15 сентября 2010 года, где обсуждалась ситуация, сложившаяся вокруг учебного пособия, было принято решение «исключить автоматическое продление грифа УМО на последующие издания учебников и учебных пособий при введении в них новых материалов». Учёный совет подчеркнул, что "в соответствии с нормативами Минобразования РФ, «в отличие от учебника, пособие может включать не только апробированные, общепризнанные знания и положения, но и разные мнения по той или иной проблеме» (см. Письмо Минобразования РФ от 23 сентября 2002 г. № 27-55-570/12).

## Общественная дискуссия
В апреле 2010 года в журнале «Искусство кино» вышла статья Никиты Соколова (редактор журналов «Итоги», «Отечественные записки», The New Times, «Вокруг света») и Анатолия Голубовского (социолог, искусствовед, журналист) «Чему учат учителей истории».
Статья не имела широкого резонанса, в отличие от июньской статьи Зои Световой, в которой отражено мнение Соколова и Голубовского. Статья Зои Световой «Специфическая история. Учебник как пособие по ксенофобии» обсуждала не столько текст учебного пособия (в статье — учебник), сколько авторов, которым инкриминировалась ксенофобия, разжигание межнациональной розни, антисемитизм. В статье, помимо позиции Соколова и Голубовского, были также процитированы мнения Николая Сванидзе и декана исторического факультета МГУ Сергея Карпова.
Через неделю после выхода статьи Световой, 28 июня в эфире на Радио «Свобода» ведущая Анна Качкаева процитировала ряд спорных мест из книги.
10 июля «анонс тревоги» в своем блоге разместила И. Е. Ясина, работавшая в 2000—2006 гг. в структурах Л. Невзлина и М. Ходорковского, в том числе «Открытой России». Ирина Евгеньевна предваряла передачу с участием И. В. Карацубы и А. Б. Голубовского на «Эхе Москвы» по поводу «чудовищного учебника истории России, выпущенного истфаком МГУ», а «фактически» явившегося «курсом молодого бойца для русского националиста».
11 июля передача, целиком посвящённая критике этого пособия и его авторов, вышла на радио «Эхо Москвы».
В августе И. Е. Есина предложила лишить историков научных званий и степеней, а декана истфака МГУ Карпова отправить в отставку за попустительство «черносотенцам».
В начале сентября к дискуссии присоединились Общественная палата Российской Федерации. Накануне заседания Н.Сванидзе отослал экземпляр книги Р. А. Кадырову. В 2012 г. И. В. Карацуба вспоминала, что «идея привлечь Кадырова принадлежала Николаю Сванидзе. И в этом пособии было сказано не только про чеченцев. Почему народы, которых обвинили в дезертирстве, не могут попробовать восстановить свою истину? Другое дело, мы понимаем, что стоит в данном случае за понятием „чеченский народ“. Никита Соколов, например, придерживается на этот счет другой точки зрения: привлекать на свою сторону чеченские власти было ошибкой, и Сванидзе был не прав. Это все проблемы чеченского народа и последних лет жизни Российской империи».
Общественная палата организовала слушания, где приняла решения о контроле над академическими изданиями по истории, а чеченский адвокат Мурад Мусаев пригрозил судом авторам, издательству за клевету на чеченский народ. На некоторое время обсуждение этой темы вошло в список главных новостей общественной жизни. В первые дни после заседания комиссии Общественной палаты в общенациональных СМИ преобладали резко критические оценки по отношению к авторам учебного пособия, затем появились отклики, критически оценивающие саму эту идеологическую кампанию. А. И. Вдовину стали поступать угрозы расправы с ним от представителей чеченской элиты.
9 сентября с открытым письмом «В защиту исторической науки» выступили писатели, деятели науки и культуры, в том числе В. Г. Распутин, В. И. Белов, Ю. В. Бондарев, В. И. Лихоносов, В. Г. Ганичев, А. А. Проханов, С. Ю. Куняев поэты Е. А. Исаев и В. А. Костров, народный художник СССР В. М. Сидоров, доктора исторических наук И. Т. Янин, В. А. Волков, В. Е. Воронин, Е. П. Титков, А. В. Никонов, С. В. Перевезенцев, Е. С. Галкина, В. В. Фомин и другие. «Развернутая травля авторов учебного пособия — это удар по Московскому Университету, который по ряду научных вопросов занимает свою собственную позицию, что не устраивает определённые силы в нашем обществе. Это и стремление тех же сил поставить под запрет ряд исторических тем, запугать историческое сообщество. Все это создает опасность новой, „псевдодемократической“ фальсификации истории», — указывалось в обращении.
По мнению замдиректора Института российской истории РАН доктора исторических наук Владимира Лаврова, в учебнике «просматривается антиисторическая цель — оправдать преступления Сталина, представив неизбежными издержками на пути к светлому будущему. Для этого авторы и используют сомнительные данные и откровенные фальшивки, искажают и подтасовывают исторические факты». В своём интервью В. М. Лавров перечисляет ряд фактических ошибок и цитирования недостоверных источников в учебнике. С. н. с. Института российской истории РАН Игорь Курляндский, кандидат исторических наук, отмечал, что в своём совместном с В. М. Лавровым критическом отзыве на учебник Вдовина и Барсенкова они показывали «низкий профессионализм этих авторов», что те «просоветски ориентированы — это особенность их мировоззрения». Доктор исторических наук Геннадий Костырченко, исследователь советской политики и национальных отношений писал, что «вследствие тенденциозной трактовки Вдовиным роли еврейства в советской истории эта книга изобилует различными вздорными „ляпами“, явно порожденными антинаучной конспирологией».
По мнению профессора МГИМО, доктора исторических наук Валерия Соловья «Главная претензия к Барсенкову и Вдовину в том, что они осмелились в учебнике защитить интересы русских, они выступили с точки зрения интересов русского патриотизма, отсюда все обвинения в шовинизме, в антисемитизме».
Декан исторического факультета МГУ С. П. Карпов настаивал, что учебное пособие — не учебник, оно носит авторский и индивидуальный характер. Тираж последнего издания (2000 экз) несопоставим с тиражами других учебных пособий: «История России» А. С. Орлова и Т. А. Сивохиной (четыре издания, тираж более 500 тыс. экз. за 15 лет), «История России ХХ — начала XXI века» Ю. Я. Терещенко (три издания, общий тираж 15 тыс.), «История России ХХ-ХХI вв.» А. А. Левандовского, С. В. Мироненко, Ю. А. Щетинова (четыре издания — более 2 млн экз). Помимо перечисленных, студенты используют ещё около десятка учебников, написанных вне МГУ. «Анализ трудов коллег, спокойный и рассудительный, — дело научного сообщества. Он не так прост. Выдергиванием цитат и отдельных пассажей из текста, выявлением негодных постулатов тут не обойтись. Квалификация оценивается инструментарием исследователя, культурой источниковедения», — подчеркнул декан. «Обсуждение учебного пособия Барсенкова-Вдовина идет, к большому сожалению, не по законам научной полемики, а по линии публицистических и политических оценок, — отметил С. П. Карпов в последующем интервью. — Необходима экспертная оценка, выявление фактических ошибок и непроверенных достоверными источниками суждений. Нужна серьёзная научная экспертиза и обсуждение профессионального сообщества».

## Экспертиза
На основании заключения экспертной комиссии под руководством академика РАН Ю. С. Кукушкина, которая провела анализ данного пособия, учёный совет исторического факультета МГУ постановил признать нецелесообразным использование пособия Вдовина и Барсенкова в учебном процессе «при сохранении в нём имеющихся недостатков»:

МОСКОВСКИЙ ГОСУДАРСТВЕННЫЙ УНИВЕРСИТЕТ имени М. В. ЛОМОНОСОВА
исторический факультет
ВЫПИСКА ИЗ ПРОТОКОЛА № 7 заседания Ученого совета исторического факультета МГУ имени М. В. Ломоносова от 22 ноября 2010 года
Присутствовало: 29 членов Совета из 37.
СЛУШАЛИ:
Заключение экспертной комиссии о результатах проведенной экспертизы учебного пособия профессоров исторического факультета МГУ имени М. В. Ломоносова А. С. Барсенкова и А. И. Вдовина.
ПОСТАНОВИЛИ:
1. Принять к сведению Заключение экспертной комиссии, созданной по решению Ученого совета исторического факультета МГУ имени М. В. Ломоносова от 15.09.2010 г. для проведения научной экспертизы учебного пособия профессоров исторического факультета МГУ имени М. В. Ломоносова А. С. Барсенкова и А. И. Вдовина.
2. Считать нецелесообразным использование учебного пособия профессоров А. С. Барсенкова, А. И. Вдовина «История России. 1917—2004» (М.: Аспект Пресс, 2005); «История России. 1917—2007» 2-е изд., доп. и перераб. (М.: Аспект Пресс, 2008); «История России. 1917—2009» 3-е изд., расшир. и перераб. (М.: Аспект Пресс, 2010) в учебном процессе при сохранении в нём имеющихся недостатков.
Результаты открытого голосования:
«за» — 24;
«против» — 2;
«воздержалось» — 3.
Председатель Ученого совета член-корреспондент РАН, профессор С. П. Карпов
Ученый секретарь Ученого совета кандидат исторических наук О. В. Солопова
— Официальный сайт МГУ им.Ломоносова
В заключении комиссии выражается озабоченность тем, что «обсуждение авторского учебного пособия профессоров А. С. Барсенкова и А. И. Вдовина вышло за пределы научной дискуссии, ведется в плоскости политизированных, ангажированных оценок и в ряде случаев стало инструментом PR-кампаний». «Комиссия полностью разделяет мнение, что традиции университетской автономии и академических свобод исключают преследование ученых за их научные взгляды», — говорится в документе.
В результате печать издания была приостановлена, авторы и Сергей Павлович Карпов (декан Исторического факультета МГУ им. М. В. Ломоносова) обратились с письмом с просьбой не обращаться в судебные и следственные органы по факту того, что в годы Великой Отечественной войны 63 % призывников из Чечни стали дезертирами:

Нами направлены письма в адрес библиотеки МГУ имени М. В. Ломоносова и в издательство «Аспект Пресс» с просьбой приостановить распространение данного учебного пособия до исправления допущенных неточностей. Сожалеем о том, что приведенные нами непроверенные сведения оскорбили чувства Ваших доверителей и стали причиной инициированного Вами разбирательства. Мы готовы к урегулированию настоящей проблемы миром, просим Вас воздержаться от обращения в следственные и судебные органы.
А. С. Барсенков, в то время совмещавший преподавание на историческом факультете и на факультете мировой политики, впоследствии ушёл с исторического факультета.  А. И. Вдовин продолжает работать на историческом факультете МГУ.